# Keller Cyclecar

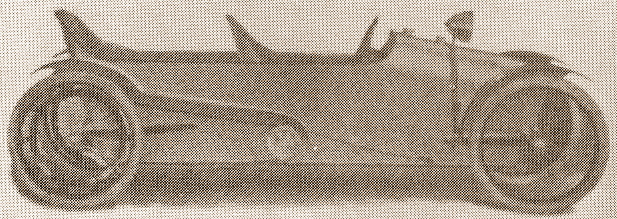
Keller-Kar (1914)

Die Keller Cyclecar Corporation war ein US-amerikanischer Automobilhersteller in Chicago (Illinois). Ursprünglich wurde die Gesellschaft von Rechtsanwälten aus Wilmington (Delaware) gegründet. 1914 wurden dort ein Kleinwagen unter dem Namen Keller-Kar gebaut. Eine Quelle verwendet die Schreibweise Keller Kar ohne Bindestrich.

## Beschreibung
Der Keller-Kar wurde als Cyclecar bezeichnet. Allerdings erfüllte der Motor mit 1143 cm³ Hubraum die Kriterien nicht. Er sollte eigentlich mit einem kleinen Knight-Motor ausgestattet werden, was sicherlich ein Alleinstellungsmerkmal in der Cyclecar-Szene gewesen wäre. Letztendlich entschied man sich dann doch für einen konventionellen, luftgekühlten V2-Motor von Wilson, dessen Kraft über einen Keilriemen, ein Reibradgetriebe und einen Riemenantrieb an die Hinterachse weitergeleitet wurde.
Der Wagen hatte einen Tandem-Roadster-Aufbau (zwei hintereinander angeordnete Sitze) und kostete US$ 375,–.
Ende 1914 musste die Keller Cyclecar Corporation ihre Tore wieder schließen.

## Modelle
| Modell   | Bauzeitraum | Zylinder | Leistung        | Radstand | Aufbauten                 |
| -------- | ----------- | -------- | --------------- | -------- | ------------------------- |
| Cyclecar | 1914        | 2 V      | 10 bhp (7,4 kW) | 2438 mm  | Roadster 2 Sitze (Tandem) |